# Villarrubín
Villarrubín es una localidad española del municipio de Oencia, en la provincia de León, comunidad autónoma de Castilla y León.

## Geografía

### Ubicación
| Noroeste: Albaredos | Norte: Quintela | Noreste: Vegas do Seo |
| Oeste: Ferramulín   |                 | Este: Oencia          |
| Suroeste Gestoso    | Sur: Sanvitul   | Sureste: Sanvitul     |

## Demografía
Evolución de la población
| Gráfica de evolución demográfica de Villarrubín entre 2000 y 2017  |
|                                                                    |
| Población de derecho (2000-2017) según el padrón municipal del INE |